# Wyzwoleniec
Wyzwoleniec (gr. ελευθεριος eleuterios, łac. lībertŭs, lībertīnŭs) – człowiek, który został podniesiony ze stanu niewolnictwa i otrzymał wolność, a wraz z nią pełne lub częściowe prawa obywatelskie. 

## Historia

### Starożytność
W starożytności prawo do wyzwalania miał najczęściej właściciel niewolnika. W Atenach wyzwoleni zostawali metojkami. W starożytnym Rzymie wyzwolenie było aktem wdzięczności właściciela dla lojalnej służby. Prawo rzymskie chroniło niewolnika przed wyzwoleniem w przypadku choroby, starości czy w sytuacji, kiedy nie mógł pracować.
Byłemu właścicielowi zwanemu patronem przysługiwało prawo do świadczeń (operae) ze strony jego wyzwoleńca, był jego ustawowym spadkobiercą, powinien też wspierać go w razie potrzeby. Wyzwoleniec skarżyć patrona mógł tylko za zgodą pretora, zaś powództwa zniesławiające były wykluczone. Wyzwoleniec "niewdzięczny" (ingratus) mógł być przywrócony do stanu niewoli przez revocatio in servitutem (Kodeks Justyniana 6, 7, 2). 
Istniało kilka sposobów wyzwolenia: formalne manumissio vindicta ze skutkiem natychmiastowym i manumissio testamento ze skutkiem po śmierci właściciela oraz nieformalne w gronie przyjaciół (inter amicos) i w liście kierowanym do wyzwolonego (per epistulam). Wyzwoleniec zwany nieformalnie Latynem juniańskim (od ustawy Iunia Norbana) po śmierci był traktowany tak, jakby nadal był niewolnikiem, jego majątek wracał do właściciela jako peculium. Justynian uprościł tryb wyzwalania i ujednolicił stanowisko prawne wyzwoleńców, zachowując prawo patronatu.
Ograniczenia wyzwoleń wprowadziły lex Fufia Caninia i lex Aelia Sentia. Wyzwoleńców obejmowały różne ograniczenia, np. zakaz małżeństw z osobami stanu senatorskiego. Niewolnicy karani za ciężkie przestępstwo lub używani do walk cyrkowych w razie wyzwolenia zaliczani byli do kategorii peregrini dedictii. Wyzwoleńcy cesarscy mogli pełnić faktycznie znaczącą rolę, np. Marcus Aurelius Cleander za czasów Kommodusa.